# 베이스볼 아메리카

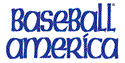

베이스볼 아메리카(Baseball America)는 미국 내에서 고등학교, 대학교에서 프로로 올라오는 선수들, 일본, 그리고 마이너 리그에 관해 다루는 야구 잡지이다. 현재 격주로 발행되며, 매년 5권의 참고 도서를 출판하며, 일주일마다 팟캐스트를 발행한다. 본사는 노스캐롤라이나주의 더럼에 있다.